# Anke Bosse
Anke Bosse (* 1961 in Hannover) ist eine deutsche Literaturwissenschaftlerin.

## Leben und Wirken
Nach dem Abitur studierte sie Germanistik, Komparatistik sowie Romanistik an den Universitäten Göttingen, Avignon und München. 1987 wurde sie wissenschaftliche Mitarbeiterin im Bereich Editionsphilologie am Institut für Komparatistik der Universität München. 1992 wechselte sie als wissenschaftliche Assistentin an die Universität Genf in der Schweiz. 1996 legte sie eine thèse d’état summa cum laude über den Nachlass zu Goethes West-östlichem Divan vor und erhielt die Venia legendi für neuere deutschsprachige Literatur. 
1997 folgte sie einem Ruf auf den Lehrstuhl für Germanistik und Komparatistik an der Universität Namur in Belgien. 1998 bis 2010 war sie Direktorin des Instituts für deutsche Sprache und deutsche Literatur an der Universität Namur, 2010 bis 2015 Präsidentin der ProfessorInnen-Kurie, 2012 bis 2015 Mitglied der Generalversammlung der Universität Namur. Als Mitglied im Vorstand des belgischen Germanisten- und Deutschlehrerverbandes (BGDV) war sie 2000 bis 2015 Chefredakteurin der  Zeitschrift für deutsche Sprache, Literatur und Kultur Germanistische Mitteilungen im Universitätsverlag Winter. 2015 folgte sie dem Ruf an die Universität Klagenfurt auf jene Professur für Neuere deutschsprachige Literatur, die mit der Leitung des  Robert-Musil-Instituts für Literaturforschung und des Kärntner Literaturarchivs im Musil-Haus verbunden ist. Im November 2015 und März 2016 stellte sie ihre Pläne der Öffentlichkeit vor.
2012 optierte sie der Schweizer Nationalfonds in die AcademiaNet. Sie ist Gutachterin für den Belgischen Nationalfonds F.R.S.-FNRS, den Flämischen Nationalfonds FWO, den Schweizer Nationalfonds SNF, den Österreichischen Wissenschaftsfonds (FWF), die Österreichische Akademie der Wissenschaften (ÖAW), den Kanadischen Nationalfonds für Geisteswissenschaften CRSH sowie für die germanistischen Zeitschriften Duitse Kroniek und Etudes germaniques.
Ihre Forschungsschwerpunkte sind die deutschsprachige Literatur des 18. bis 21. Jahrhunderts (insbesondere der Goethe-Zeit), Archiv und Edition, Critique génétique und Schreibforschung, Intertextualität und Interkulturalität, Orientalismus, (inter-)mediale Fragestellungen, Digital Humanities. 1998 veranstaltete sie in Namur das erste internationale Kolloquium zu der österreichischen Schriftstellerin Marlen Haushofer. Des Weiteren kuratierte sie in Namur Ausstellungen über Thomas Bernhard, Peter Handke, Marlen Haushofer und Friederike Mayröcker. 1999 organisierte sie gemeinsam mit dem Goethe-Institut Brüssel das große Internationale Kolloquium zur Goethe-Rezeption in Europa.

## Schriften (Auswahl)
- „Meine Schatzkammer füllt sich täglich“. Die Nachlassstücke zu Goethes ‚West-östlichem Divan‘ (Dokumentation und Kommentar); 2 Bände, Wallstein Verlag, Göttingen 1999.
- „Eine geheime Welt aus diesem Splitterwerk enträtseln…“. Marlen Haushofers Werk im Kontext (Hrsg. mit Clemens Ruthner), Francke Verlag, Tübingen-Basel 2000.
- Spuren, Signaturen, Spiegelungen. Zur Goethe-Rezeption in Europa (Hrsg. mit Bernhard Beutler), Böhlau Verlag, Köln-Weimar-Wien 2000.
- „Modern sind alte Möbel und junge Nervositäten“. Maeterlinck und Hofmannsthal revisited. In: Alice Bolterauer u. a. (Hg.): Kunstgrenzen. Funktionsräume der Ästhetik in Moderne und Postmoderne. Wien 2001, S. 97–114.
- „Perles poétiques“ issues d’un „matériau prodigieux“. Lecture et écriture dans la genèse du ‚Divan occidental-oriental‘ de Johann Wolfgang von Goethe. In: Genesis. Revue internationale de critique génétique 17/2001. Paris, S. 11–43.
- Periphere Identitäten. Zur deutschsprachigen Literatur nach 1945 (mit Clemens Ruthner), Germanistische Mitteilungen (55/2002), BGDV, Brüssel 2002.
- Schreiben – „auf das Haltloseste und Disziplinierteste“. Die Entstehung literarischer Texte darstellen und vermitteln: die Mottos zu Friederike Mayröckers 'Die Abschiede'. In: Der Deutschunterricht 2003. H. 3, S. 14–37.
- ‚The Making of‘ – Blicke in des Autors ‚Werkstatt‘. Zur Vermittlung von literarischen Arbeitsweisen. In: editio. Internationale Zeitschrift für Editionswissenschaft 17/2003, S. 31–49.
- Hinter den Bergen eine andere Welt. Österreichische Literatur des 20. Jahrhunderts (Hrsg. mit Leopold Decloedt), Rodopi Verlag, Amsterdam-New York 2004.
- Die Macht der Theatralität in Thomas Bernhards Prosa. In: Sonja Malzner u. a. (Hg.): UnterOrdnungen – Herrschaft, (Ohn)Macht und Anarchie bei Thomas Bernhard. Brüssel, 2005, S. 89–103.
- ‚Orientalomanie’? Zu Friedrich Schlegels Konzeptionalisierungen von ‚Religion’ und ‚Orient’. In: Alexander von Bormann (Hg.): Romantische Religiosität. Würzburg 2005, S. 225–242.
- Schnittpunkt Kulturwissenschaft (mit Torsten Leuschner), Germanistische Mitteilungen (65/2007), BGDV, Brüssel 2007.
- „Gottes ist der Orient! Gottes ist der Occident!“ – und Abgesänge? Intertextualität – Interkulturalität. In: Anne Bohnenkamp u. a. (Hg.): „Geistiger Handelsverkehr“. Komparatistische Aspekte der Goethe-Zeit. Für Hendrik Birus zum 16. April 2008. Göttingen 2008, S. 99–127.
- Die Wiener Gruppe. Publikationsmöglichkeiten der Avantgarde. In: Autoren und Redaktoren als Editoren. Beiheft zu editio 29/2008. Hg. von Jochen Golz und Manfred Koltes, S. 441–455.
- Gegenbewegung zur Globalisierung? Zur Regionalisierung in der neueren deutschsprachigen Literatur. Berlin: Konrad-Adenauer-Stiftung 2008.
- Retheatralisierung in Theater und Drama der Moderne – das Spiel im Spiel. In: Thomas Anz u. a. (Hg.): Literatur als Spiel. Evolutionsbiologische, ästhetische und pädagogische Aspekte. Walter de Gruyter, Berlin, New York 2009, S. 417–430.
- Paratextuelle, medienspezifische Lektüresteuerung und Konjektur. In: Anne Bohnenkamp u. a. (Hg.): Konjektur und Krux. Zur Methodenpolitik der Philologie. Göttingen 2010, S. 233–251.
- Brief und Karte – Material, Beute, Vehikel des Schreibens Friederike Mayröckers. In: Anne Bohnenkamp u. a. (Hg.): Der Brief – Ereignis und Objekt. Frankfurt/M. 2010, S. 216–231.
- ‚Clash of civilizations’ – clash of literatures? Reading and responsibility. In: Manfred Schmeling u. a. (Hg.): From Ritual to Romance. Würzburg 2011, S. 269–278.
- Identitätskonstruktionen in und über deutschsprachige Literatur. Berlin: Konrad-Adenauer-Stiftung 2011.
- Interkulturalität – Von ‚Transfer‘ zu ‚Vernetzung‘. In: Lüsebrink, Hans-Jürgen u. a. (Hg.): Zwischen Transfer und Vergleich. Stuttgart 2013, S. 65–78.
- MUSIL ONLINE, Internet-Portal zu Musils Werk und Nachlass (kuratiert mit Artur R. Boelderl und Walter Fanta), 2016.
- The Power of Retheatricalization and Depersonalization. Maurice Maeterlinck and Hugo von Hofmannsthal. in: Mitterbauer, Helga u. a. (Hg.): Vienna : 1900 : Brussels.
- Architextuelle und mediale Transposition als Agens der Textrevision – Werner Koflers ‘Tanzcafé Treblinka’. in: Hofmeister, Andrea / Hofmeister, Gerhard: Textrevisionen (de Gruyter 2017).